# Фурсенко, Иван Семёнович
Иван Семёнович Фурсенко (1918, Запорожская область — 29.07.1944, Гродненская область) — командир орудия 2012-го зенитного артиллерийского полка 49-й зенитной артиллерийской дивизии 49-й армии 2-го Белорусского фронта, старший сержант. Герой Советского Союза.

## Биография
Родился в 1918 году в селе Днепровка ныне Каменско-Днепровского района Запорожской области Украины в крестьянской семье. Украинец. Окончил 10 классов.
В Красную Армию призван в 1939 году Каменско-Днепровским райвоенкоматом Запорожской области Украинской ССР. Участник Великой Отечественной войны с июня 1941 года. Член ВКП(б) с 1943 года.
Командир орудия 2012-го зенитного артиллерийского полка старший сержант Иван Фурсенко отличился в ходе Белорусской стратегической наступательной операции под кодовым названием «Багратион».
23 июля 1944 года в бою в районе деревни Подлипки Соколковского района Белостокской области (ныне Гродненского района Гродненской области Белоруссии) расчёт зенитного орудия, вверенного старшему сержанту Фурсенко, семь часов сдерживал натиск неприятеля, уничтожив четыре танка противника.
Тяжело раненый И. С. Фурсенко продолжал вести бой и уничтожил ещё один вражеский танк, а когда закончились снаряды, он вместе с бойцами своего расчёта из личного оружия уничтожил два десятка противников.
За время войны расчёт зенитного орудия старшего сержанта Ивана Фурсенко сбил четырнадцать самолётов противника.
Указом Президиума Верховного Совета СССР от 24 марта 1945 года за образцовое выполнение боевых заданий командования и проявленные при этом мужество и героизм старшему сержанту Фурсенко Ивану Семёновичу присвоено звание Героя Советского Союза.
Но об этом Герой-зенитчик не узнал. Он умер от ран 29 июля 1944 года в 2232-м хирургическом походно-полевом госпитале полевого эвакуационного пункта № 40. Похоронен 1 августа 1944 года в братской могиле № 3 в числе ста пятидесяти трёх военнослужащих и одного партизана — в посёлке городского типа Новоельня Дятловского района Гродненской области Республики Беларусь в парке у санатория «Новоельня».
Награждён орденами Ленина и Отечественной войны 1-й степени.
Именем Героя названа улица в селе Днепровка Новоднепровка, где он жил. В городе Каменка-Днепровская установлена мемориальная стела с барельефом И. С. Фурсенко.